# Stjärnarv
Stjärnarv (Cerastium ligusticum) är en nejlikväxtart som beskrevs av Domenico Viviani. Stjärnarv ingår i släktet arvar, och familjen nejlikväxter. Arten har ej påträffats i Sverige.